# Město (Horšovský Týn)
Město je název městské části, části obce Horšovský Týn v okrese Domažlice. V roce 2011 měla 365 obyvatel a nacházelo se v ní 88 domů.